# Mistrzostwa Polski Katamaranów
Mistrzostwa Polski Katamaranów – Mistrza Polski w danej klasie katamaranu wyłania się podczas regat.

## Klasy

### Klasa Open
Otwarta bez ograniczeń.
| Rok  | Mistrz Polski                             | 2. miejsce                              | 3. miejsce                              |
| 1998 | Robert Połczyński, Marek Połczyński       | Andrzej Wiśniewski, Lech Sadowski       | Dariusz Szczerski, Jerzy Brzeziński     |
| 1999 | Arkadiusz Winkowski, Aleksander Winkowski | Piotr Cichocki, Maciej Sinczak          | Wojciech Długozima, Mariusz Pirjanowicz |
| 2000 | Arkadiusz Winkowski                       | Janusz Sampławski                       | Zigniew Piekarski                       |
| 2001 | Piotr Cichocki                            | Robert Wilczyński                       | Marcin Geremek                          |
| 2002 | Piotr Cichocki                            | Zbigniew Piekarski                      | Adam Skomski                            |
| 2003 | Adam Skomski                              | Andrzej Wiśniewski                      | Jakub Kopyłowicz                        |
| 2004 | Zbigniew Piekarski                        | Adam Skomski                            | Maciej Anuszkiewicz                     |
| 2005 | Piotr Kowalewski, Maciej Kłosowicz        | Zbigniew Piekarski, Ireneusz Szynwelski | Arkadiusz Winkowski, Waldemar Wieczorek |
| 2006 | Arkadiusz Winkowski                       | Michał Sampławski                       | Piotr Kowalewski                        |

### Klasa „A”
Międzynarodowa „A” do 13,93 m², długość do 5,5 m, szerokość do 2,3 m, jednoosobowa;
| Rok  | Mistrz Polski      | 2. miejsce          | 3. miejsce        |
| 1998 | Andrzej Nowicki    | Marcin Nowak        | Dariusz Domański  |
| 1999 | Łukasz Gronalewski | Andrzej Nowicki     | Piotr Ślusiewicz  |
| 2000 | Andrzej Nowicki    | Zbigniew Proszowski | Jarosław Eppel    |
| 2001 | Maciej Stasiak     | Zbigniew Proszowski | Tomek Grzegorczyk |
| 2002 | Jan Rysiński       | Maciej Stasiak      | Cezariusz Bigda   |
| 2003 | Maciej Stasiak     | Cezariusz Bigda     | Piotr Ślusiewicz  |
| 2004 | Maciej Stasiak     | Marek Żebrowski     | Paweł Bołwan      |
| 2005 | Maciej Stasiak     | Marek Żebrowski     | Paweł Bołwan      |
| 2006 | Marek Żebrowski    | Stasiak Maciej      | Ślusiewicz Piotr  |

### Klasa Plażowa
Klasa Plażowa – do 10 m², bezmieczowa;
| Rok  | Mistrz Polski           | 2. miejsce                | 3. miejsce                         |
| 1998 | Bogumił Osiński         | Marek Jurczyński          | Radosław Michalik                  |
| 1999 | Adam Ostasz, Ewa Ostasz | Piotr Kula, Jarosław Kula | Krzysztof Rzepecki, Piotr Rzepecki |
| 2000 | Arkadiusz Stefaniak     | Piotr Rzepecki            | Paweł Wojna                        |
| 2001 | Jacek Wojtczak          | Piotr Kula                | Zbigniew Piekarski                 |
| 2002 | Tadeusz Mackiewicz      | Piotr Lis                 | Tomasz Gutmański                   |
| 2003 | Tadeusz Mackiewicz      | Jacek Wojtczak            | Kacper Winiarczyk                  |
| 2004 | Jacek Wojtczak          | Kacper Winiarczyk         | Michał Saskowski                   |
| 2005 | Kacper Winiarczyk       | Piotr Pawlik              | Feliks Basłyk                      |
| 2006 | Kacper Winiarczyk       | Piotr Kober               | Piotr Pawlik                       |

### Klasa Hobie 16
Dane techniczne:
- Długość: 5,05 m
- Szerokość:  2,43 m
- Maszt:  7,92 m
- Waga:  145 kg
- Grot: 13,77 m²
- Fok: 5,12 m²
- Genaker: 15 m² (opcja)
- Załoga: 1–2

Klasa ISAF, asymetryczne pływaki. Od 2006 roku objęta programem Pucharu Polski Polskiego Stowarzyszenia Klas Hobie PHCA. (Rankingi dla sterników i załogantów są niezależne – poniższe pary to niekoniecznie załogi).
| Rok  | Mistrz Polski (sternik/załogant)     | 2. miejsce                                 | 3. miejsce                              |
|      |                                      |                                            |                                         |
| 2006 | Robert Wilczyński, Juliusz Kepler    | Bartek Janiszewski, Aleksander Janiszewski | Łukasz Wroczyński, Agnieszka Wroczyńska |
| 2007 | Janiszewski, Jabłońska               | Presz, Sołtysiak                           | Turski , Wojciechowski                  |
| 2008 | Armen Jaworski, Agnieszka Wroczyńska | Łukasz Wroczyński, Aleksander Janiszewski  | Bartek Janiszewski, Mateusz Komenda     |
| 2009 | Armen Jaworski, Mateusz Komenda      | Krzysztof Presz, Tomasz Mostowski          | Bartek Janiszewski, Beata Prokop        |
| 2010 | Armen Jaworski, Mateusz Komenda      | Bartek Janiszewski, Tomasz Mostowski       | Tomasz Morawski, Mariusz Kuśmierski     |

### Klasa Hobie Tiger
Dane techniczne:
- Długość: 5,51 m
- Szerokość: 2,60 m
- Wysokość masztu: 9,0 m
- Waga: 180 kg
- Grot: 17 m²
- Fok: 3,45 / 4,15 m² (zależnie od wagi załogi)
- Genaker: 19 / 21 m²
- Załoga: 2
- Transport: w całości, na skośnej lub płaskiej przyczepie
- Uwagi:  Idealna waga załogi 135–175 kg

| Rok  | Mistrz Polski     | 2. miejsce        | 3. miejsce     |
| 1998 |                   |                   |                |
| 1999 |                   |                   |                |
| 2000 |                   |                   |                |
| 2001 |                   |                   |                |
| 2002 | Robert Wilczyński | Tadeusz Winkowski | Marcin Geremek |
| 2003 |                   |                   |                |
| 2004 |                   |                   |                |
| 2005 |                   |                   |                |
| 2006 |                   |                   |                |